# جف کوتزی
 جف کوتزی (انگلیسی: Jeff Coetzee؛ زاده ۲۵ آوریل ۱۹۷۷) یک تنیس‌باز اهل آفریقای جنوبی است.